# Queen Bitch
Queen Bitch is een nummer van de Britse muzikant David Bowie, uitgebracht als de tiende track op zijn album Hunky Dory uit 1971.

## Achtergrond
Bowie was een groot fan van The Velvet Underground en schreef dit nummer als eerbetoon aan de band en hun zanger Lou Reed. In 1967 maakte Bowie ook een studiocover van het Velvet-nummer "I'm Waiting for the Man", die nooit officieel werd uitgebracht, en nam ook meerdere liveversies op, die te horen zijn op onder andere Bowie at the Beeb uit 2000, de DVD-versie van Best of Bowie uit 2002, Live Santa Monica '72 uit 2008 en Live Nassau Coliseum '76 op de heruitgave van Station to Station uit 2010.
Het nummer begint met Bowie die aftelt totdat hij op zijn akoestische gitaar speelt, voordat de gitaarriff van Mick Ronson te horen is. Het arrangement van het nummer, met een melodische baslijn, een strak drumpatroon, vervormde gitaarakkoorden en ingetogen zang van Bowie, bleek het sjabloon voor de glamrock die te horen is op Bowie's volgende album The Rise and Fall of Ziggy Stardust and the Spiders from Mars. De hoofdriff lijkt op het nummer "Sweet Jane" van The Velvet Underground, maar is eigenlijk afkomstig van "Three Steps from Heaven" van Eddie Cochran.
In 1974 verscheen het nummer op de B-kant van de Amerikaanse uitgaven van de singles "Rebel Rebel" en "1984". Het is ook te horen tijdens de aftiteling van de film The Life Aquatic with Steve Zissou. Verder komt het voor in de videogames Rock Band, Skate. en MotorStorm: Pacific Rift en in de films Run, Fatboy, Run, Milk, Bad Neighbours en Young Adult.

## Muzikanten
- David Bowie: zang, akoestische gitaar
- Mick Ronson: elektrische gitaar, achtergrondzang
- Trevor Bolder: basgitaar
- Mick "Woody" Woodmansey: drums